# Vuelta a España 2022/17. Etappe
Die 17. Etappe der Vuelta a España 2022 fand am 7. September 2022 statt und endete mit der siebten Bergankunft der 77. Austragung des spanischen Etappenrennens. Die Strecke führte von Aracena über 162,3 Kilometer zum Monasterio de Tentudía (1100 m), wo sich das Ziel am Ende einer kurzen Steigung befand. Nach der Zielankunft hatten die Fahrer insgesamt 2673 Kilometer absolviert, was 81,4 % der Gesamtdistanz der Rundfahrt entsprach.

## Streckenführung
Nach dem Start in Aracena ging es zunächst in Richtung Westen, ehe die Strecke nach Galaroza nach und nach in Richtung Norden drehte. Auf dem weiteren Weg nach Fregenal de la Sierra, das nach 49 Kilometern erreicht wurde, wurden bereits die ersten kleineren Anstiege absolviert, die jedoch mit keiner Bergwertung versehen waren. Das Terrain blieb weiter hügelig mit einem längeren Anstieg nach Jerez de los Caballeros. Danach drehte die Fahrtrichtung und führte das Peloton über Burguillos del Cerro und Valencia del Ventoso nach Segura de León, wo 29,1 Kilometer vor dem Ziel ein Zwischensprint und ein Bonussprint ausgefahren wurden. Weiters führt die Strecke in Richtung Osten, ehe die Schlusssteigung kurz vor Calera de León in Angriff genommen wurde.
Der Schlussanstieg zum Monasterio de Tentudía (1100 m) war 10,3 Kilometer lang, wies jedoch nur eine Durchschnittssteigung von 5 % auf. Nachdem die ersten drei Kilometer mit rund 6 % anstiegen, folgen drei großteils flache Kilometer, ehe die letzten 4,3 Kilometer mit einer durchschnittlichen Steigung von über 7 % zum Ziel führten. Der Schlussanstieg war als Bergwertung der 2. Kategorie klassifiziert.
|                            | Ort                    | Kilometer | Länge (km) | Höhe (m) | Ø Steigung |
| -------------------------- | ---------------------- | --------- | ---------- | -------- | ---------- |
| Start                      | Aracena                | 0         |            |          |            |
| Zwischensprint             | Segura de León         | 133,2     |            |          |            |
| Bonussprint                | Segura de León         | 133,2     |            |          |            |
| Bergwertung (2. Kategorie) | Monasterio de Tentudía | 162,3     | 10,3       | 1100     | 5 %        |
| Ziel                       | Monasterio de Tentudía | 162,3     |            |          |            |

## Rennverlauf und Ergebnisse
Vor dem Start der Etappe teilte das Team Jumbo-Visma mit, dass der Gesamtzweite Primož Roglič nach seinem Sturz am Vortag nicht bei der 17. Etappe starten werde. Somit schied der Titelverteidiger vorzeitig aus und Enric Mas (Movistar) rückte nun auf den zweiten Gesamtrang vor. Mit Bryan Coquard (Cofidis) und Filippo Conca (Lotto Soudal) stiegen zwei weitere Fahrer vor dem Start der Etappe aus.
Nach einer hektischen Anfangsphase, in der mehrere Gruppen versuchten sich vom Hauptfeld zu lösen, verließ auch Rein Taaramäe (Intermarché-Wanty-Gobert Matériaux) krankheitsbedingt die Spanien-Rundfahrt. Juan Ayuso (UAE Team Emirates), der nun in der Gesamtwertung auf Rang drei vorgerückt war, kam zu Sturz, konnte das Rennen jedoch im Peloton fortsetzten. Nach rund 50 Kilometern setzten sich schlussendlich 13 Fahrer vom Hauptfeld ab. In dieser Ausreißergruppe vertreten waren (geordnet nach den bestplatzierten Fahrern eines Teams in der Gesamtwertung): Rigoberto Urán (EF Education-EasyPost), Gino Mäder, Fred Wright (Bahrain Victorious), Marc Soler (UAE Team Emirates), Clément Champoussin, Bob Jungels (beide AG2R Citroën), Élie Gesbert, Simon Guglielmi (beide Arkéa-Samsic), Quentin Pacher (Groupama-FDJ), Lawson Craddock (BikeExchange-Jayco), Kenny Elissonde (Trek-Segafredo), Jesús Herrada (Cofidis) und Alessandro De Marchi (Israel-Premier Tech). Beim Zwischensprint, der rund 30 Kilometer vor dem Ziel ausgefahren wurde, setzte sich mit Fred Wright der erste Verfolger von Mads Pedersen (Trek-Segafredo) in der Punktewertung durch. Sein Rückstand auf den Dänen war jedoch bereits so groß, dass er keine echte Gefahr im Kampf um das Grüne Trikot darstellte. Die weiteren Punkte und Bonussekunden sicherten sich Rigoberto Urán und Marc Soler.
Rund 19 Kilometer vor dem Ziel erfolgte noch vor dem Schlussanstieg die erste Attacke von Lawson Craddock in der Fluchtgruppe, deren Vorsprung auf das Hauptfeld immer noch bei über sechs Minuten lag. Zunächst wurde der Angriff des Amerikaners neutralisiert, ehe er es 16 Kilometer vor dem Ziel erneut versuchte und sich diesmal von seinen ehemaligen Fluchtgefährten absetzten konnte. Anschließend fuhr Lawson Craddock mit einem Vorsprung von rund 15 Sekunden in den 10,3 Kilometer langen Schlussanstieg und behauptete diesen in der frühen Phase des Anstiegs. Kurz vor einer Zwischenabfahrt zur Hälfte des Anstieges griff jedoch Élie Gesbert in der Verfolgergruppe an und versuchte gemeinsam mit Rigoberto Urán und Clément Champoussin zu dem Spitzenreiter aufzuschließen. Der Franzose konnte dem Tempo der Gruppe nach einer Weile jedoch selbst nicht mehr folgen und fiel zurück. Dafür kamen Quentin Pacher, Marc Soler, Jesus Herrada und Kenny Elissonde zurück und bildeten eine neue Verfolgergruppe, die nur noch wenige Sekunden hinter Lawson Craddock lag. Schlussendlich wurde Lawson Craddock rund einen Kilometer vor dem Ziel eingeholt. Im Finale setzte sich Rigoberto Urán in einem langen Zielsprint vor Quentin Pacher und Jesus Herrada durch. Für Rigoberto Urán war es der erste Etappensieg bei der Spanien-Rundfahrt. Zuvor hatte der bereits Etappen bei der Tour de France und dem Giro d’Italia gewonnen. Im Hauptfeld griff Enric Mas im Schlussanstieg zweimal an, konnte den Gesamtführenden Remco Evenepoel (Quick-Step Alpha Vinyl) jedoch nicht distanzieren. Einzig João Almeida (UAE Team Emirates), der in der Gesamtwertung auf den sechsten Rang vorgerückt war, setzte sich neun Sekunden von den anderen Gesamtklassement-Fahrern ab. Im Zielsprint gingen kleine Lücken auf, wobei keiner der Favoriten über fünf Sekunden verlor.
| \| Etappenergebnis \| Etappenergebnis \| Etappenergebnis \| Etappenergebnis \| Etappenergebnis \| \| Fahrer \| Fahrer \| Land \| Team \| Zeit \| \| --------------- \| -------------------- \| ------------------ \| --------------------- \| --------------- \| \| 1. \| Rigoberto Urán \| Kolumbien \| EF Education-EasyPost \| 3 h 42 min 28 s \| \| 2. \| Quentin Pacher \| Frankreich \| Groupama-FDJ \| + 0 s \| \| 3. \| Jesús Herrada \| Spanien \| Cofidis \| + 3 s \| \| 4. \| Marc Soler \| Spanien \| UAE Team Emirates \| + 15 s \| \| 5. \| Kenny Elissonde \| Frankreich \| Trek-Segafredo \| + 26 s \| \| 6. \| Clément Champoussin \| Frankreich \| AG2R Citroën Team \| + 29 s \| \| 7. \| Alessandro De Marchi \| Italien \| Israel-Premier Tech \| + 46 s \| \| 8. \| Bob Jungels \| Luxemburg \| AG2R Citroën Team \| + 55 s \| \| 9. \| Élie Gesbert \| Frankreich \| Arkéa-Samsic \| + 1 min 09 s \| \| 10. \| Lawson Craddock \| Vereinigte Staaten \| BikeExchange-Jayco \| + 1 min 30 s \| |                      |                    |                       |                 |
| |                      |                    |                       |                 |
| Quelle: ProCyclingStats |                      |                    |                       |                 |
| Etappenergebnis |                      |                    |                       |                 |
| Fahrer | Fahrer               | Land               | Team                  | Zeit            |
| 1. | Rigoberto Urán       | Kolumbien          | EF Education-EasyPost | 3 h 42 min 28 s |
| 2. | Quentin Pacher       | Frankreich         | Groupama-FDJ          | + 0 s           |
| 3. | Jesús Herrada        | Spanien            | Cofidis               | + 3 s           |
| 4. | Marc Soler           | Spanien            | UAE Team Emirates     | + 15 s          |
| 5. | Kenny Elissonde      | Frankreich         | Trek-Segafredo        | + 26 s          |
| 6. | Clément Champoussin  | Frankreich         | AG2R Citroën Team     | + 29 s          |
| 7. | Alessandro De Marchi | Italien            | Israel-Premier Tech   | + 46 s          |
| 8. | Bob Jungels          | Luxemburg          | AG2R Citroën Team     | + 55 s          |
| 9. | Élie Gesbert         | Frankreich         | Arkéa-Samsic          | + 1 min 09 s    |
| 10. | Lawson Craddock      | Vereinigte Staaten | BikeExchange-Jayco    | + 1 min 30 s    |

## Gesamtstände
| \| Gesamtwertung \| Gesamtwertung \| Gesamtwertung \| Gesamtwertung \| Gesamtwertung \| \| Fahrer \| Fahrer \| Land \| Team \| Zeit \| \| ------------- \| ------------------ \| ------------- \| ---------------------- \| ---------------- \| \| 1. \| Remco Evenepoel \| Belgien \| Quick-Step Alpha Vinyl \| 65 h 14 min 05 s \| \| 2. \| Enric Mas \| Spanien \| Movistar Team \| + 2 min 01 s \| \| 3. \| Juan Ayuso \| Spanien \| UAE Team Emirates \| + 4 min 51 s \| \| 4. \| Carlos Rodríguez \| Spanien \| Ineos Grenadiers \| + 5 min 20 s \| \| 5. \| Miguel Ángel López \| Kolumbien \| Astana Qazaqstan Team \| + 5 min 33 s \| \| 6. \| João Almeida \| Portugal \| UAE Team Emirates \| + 6 min 51 s \| \| 7. \| Thymen Arensman \| Niederlande \| Team DSM \| + 7 min 46 s \| \| 8. \| Ben O’Connor \| Australien \| AG2R Citroën Team \| + 9 min 11 s \| \| 9. \| Rigoberto Urán \| Kolumbien \| EF Education-EasyPost \| + 9 min 33 s \| \| 10. \| Jai Hindley \| Australien \| Bora-Hansgrohe \| + 11 min 40 s \| |                    |             |                        |                  |
| |                    |             |                        |                  |
| Quelle: ProCyclingStats |                    |             |                        |                  |
| Gesamtwertung |                    |             |                        |                  |
| Fahrer | Fahrer             | Land        | Team                   | Zeit             |
| 1. | Remco Evenepoel    | Belgien     | Quick-Step Alpha Vinyl | 65 h 14 min 05 s |
| 2. | Enric Mas          | Spanien     | Movistar Team          | + 2 min 01 s     |
| 3. | Juan Ayuso         | Spanien     | UAE Team Emirates      | + 4 min 51 s     |
| 4. | Carlos Rodríguez   | Spanien     | Ineos Grenadiers       | + 5 min 20 s     |
| 5. | Miguel Ángel López | Kolumbien   | Astana Qazaqstan Team  | + 5 min 33 s     |
| 6. | João Almeida       | Portugal    | UAE Team Emirates      | + 6 min 51 s     |
| 7. | Thymen Arensman    | Niederlande | Team DSM               | + 7 min 46 s     |
| 8. | Ben O’Connor       | Australien  | AG2R Citroën Team      | + 9 min 11 s     |
| 9. | Rigoberto Urán     | Kolumbien   | EF Education-EasyPost  | + 9 min 33 s     |
| 10. | Jai Hindley        | Australien  | Bora-Hansgrohe         | + 11 min 40 s    |

| Punktewertung | Punktewertung       | Punktewertung          | Punktewertung          | Punktewertung |
| Fahrer        | Fahrer              | Land                   | Team                   | Punkte        |
| ------------- | ------------------- | ---------------------- | ---------------------- | ------------- |
| 1.            | Mads Pedersen       | Dänemark               | Trek-Segafredo         | 349 P.        |
| 2.            | Fred Wright         | Vereinigtes Königreich | Bahrain Victorious     | 149 P.        |
| 3.            | Marc Soler          | Spanien                | UAE Team Emirates      | 133 P.        |
| 4.            | Samuele Battistella | Italien                | Astana Qazaqstan Team  | 105 P.        |
| 5.            | Remco Evenepoel     | Belgien                | Quick-Step Alpha Vinyl | 103 P.        |
| 6.            | Enric Mas           | Spanien                | Movistar Team          | 90 P.         |
| 7.            | Pascal Ackermann    | Deutschland            | UAE Team Emirates      | 86 P.         |
| 8.            | Quentin Pacher      | Frankreich             | Groupama-FDJ           | 74 P.         |
| 9.            | Danny van Poppel    | Niederlande            | Bora-Hansgrohe         | 72 P.         |
| 10.           | Lawson Craddock     | Vereinigte Staaten     | BikeExchange-Jayco     | 64 P.         |

| Bergwertung | Bergwertung        | Bergwertung | Bergwertung           | Bergwertung |
| Fahrer      | Fahrer             | Land        | Team                  | Punkte      |
| ----------- | ------------------ | ----------- | --------------------- | ----------- |
| 1.          | Jay Vine           | Australien  | Alpecin-Deceuninck    | 59 P.       |
| 2.          | Richard Carapaz    | Ecuador     | Ineos Grenadiers      | 30 P.       |
| 3.          | Thymen Arensman    | Niederlande | Team DSM              | 22 P.       |
| 4.          | Robert Stannard    | Australien  | Alpecin-Deceuninck    | 21 P.       |
| 5.          | Marc Soler         | Spanien     | UAE Team Emirates     | 20 P.       |
| 6.          | Enric Mas          | Spanien     | Movistar Team         | 19 P.       |
| 7.          | Jimmy Janssens     | Belgien     | Alpecin-Deceuninck    | 17 P.       |
| 8.          | Miguel Ángel López | Kolumbien   | Astana Qazaqstan Team | 16 P.       |
| 9.          | Thibaut Pinot      | Frankreich  | Groupama-FDJ          | 12 P.       |
| 10.         | Jesús Herrada      | Spanien     | Cofidis               | 11 P.       |

| Nachwuchswertung | Nachwuchswertung  | Nachwuchswertung | Nachwuchswertung       | Nachwuchswertung  |
| Fahrer           | Fahrer            | Land             | Team                   | Zeit              |
| ---------------- | ----------------- | ---------------- | ---------------------- | ----------------- |
| 1.               | Remco Evenepoel   | Belgien          | Quick-Step Alpha Vinyl | 65 h 14 min 05 s  |
| 2.               | Juan Ayuso        | Spanien          | UAE Team Emirates      | + 4 min 51 s      |
| 3.               | Carlos Rodríguez  | Spanien          | Ineos Grenadiers       | + 5 min 20 s      |
| 4.               | João Almeida      | Portugal         | UAE Team Emirates      | + 6 min 51 s      |
| 5.               | Thymen Arensman   | Niederlande      | Team DSM               | + 7 min 46 s      |
| 6.               | José Félix Parra  | Spanien          | Equipo Kern Pharma     | + 44 min 44 s     |
| 7.               | Gino Mäder        | Schweiz          | Bahrain Victorious     | + 46 min 30 s     |
| 8.               | Sergio Higuita    | Kolumbien        | Bora-Hansgrohe         | + 54 min 33 s     |
| 10.              | Edoardo Zambanini | Italien          | Bahrain Victorious     | + 1 h 04 min 14 s |

| Mannschaftswertung | Mannschaftswertung                 | Mannschaftswertung           | Mannschaftswertung |
| Team               | Team                               | Land                         | Zeit               |
| ------------------ | ---------------------------------- | ---------------------------- | ------------------ |
| 1.                 | UAE Team Emirates                  | Vereinigte Arabische Emirate | 194 h 52 min 35 s  |
| 2.                 | Ineos Grenadiers                   | Vereinigtes Königreich       | + 43 min 16 s      |
| 3.                 | Astana Qazaqstan Team              | Kasachstan                   | + 54 min 47 s      |
| 4.                 | Movistar Team                      | Spanien                      | + 1 h 05 min 21 s  |
| 5.                 | Bahrain Victorious                 | Bahrain                      | + 1 h 07 min 40 s  |
| 6.                 | Bora-Hansgrohe                     | Deutschland                  | + 1 h 08 min 46 s  |
| 7.                 | Intermarché-Wanty-Gobert Matériaux | Belgien                      | + 1 h 25 min 25 s  |
| 8.                 | Jumbo-Visma                        | Niederlande                  | + 1 h 41 min 25 s  |
| 9.                 | EF Education-EasyPost              | Vereinigte Staaten           | + 1 h 42 min 15 s  |
| 10.                | Groupama-FDJ                       | Frankreich                   | + 2 h 16 min 08 s  |

## Ausgeschiedene Fahrer
Die folgenden Fahrer waren aus der Tour ausgeschieden:
- Bryan Coquard (Cofidis) – DNS wegen Ermüdung
- Filippo Conca (Lotto Soudal) – DNS wegen positiven Coronatests
- Primož Roglič (Jumbo-Visma) – DNS wegen Sturzfolgen
- Rein Taaramäe (Intermarché-Wanty-Gobert Matériaux) – DNF